# Guy Mannering
Guy Mannering czyli Astrolog (ang. Guy Mannering or the astrologer) – powieść historyczna Waltera Scotta z 1815 roku.
Waverley jest tematycznie związany z dziejami pogranicza szkocko-angielskiego. Jej akcja toczy się w 1745 roku w czasie jednego z jakobickich powstań, których celem było przywrócenie do władzy dynastii Stuartów.

## Geneza
Wydany w lipcu 1814 roku Waverley spotkał się z entuzjastycznym przyjęciem. Scott kończył wówczas poemat Książę wysp. W ciągu sześciu tygodni, od końca grudnia 1814 do połowy lutego 1815, napisał Guy Manneringa. Początkowo chciał, żeby była to powieść o astrologii. Później doszedł jednak do wniosku, że tematyka może nie cieszyć się dostatecznym zainteresowaniem. Po napisaniu czwartego rozdziału zmienił więc plan powieści.
24 lutego 1815 powieść ukazała się u Archibalda Constable'a w Edynburgu i Longmana, Hursta, Reesa, Orme'a and Browna w Londynie. Pisarz podpisał ją «autor Waverleya».

## Miejsce i czas akcji

Dystrykty Dumfries i Galloway

Początkowe rozdziały powieści rozgrywają się w latach 60., a następnie akcja przenosi się w lata 80. XVIII wieku. Miejscem głównych wydarzeń są dystrykty Dumfries i Galloway w południowo-zachodniej Szkocji.

## Treść

### Horoskop i klątwa
W majątku Ellangowan w Szkocji pewnej listopadowej nocy przychodzi na świat Harry Bertram. Guy Mannering, młody Anglik, który znalazł schronienie we dworze, znający się na astrologii, stawia dla zabawy horoskop. Przynosi on nowo narodzonemu zapowiedź śmierci rychłej i gwałtownej w piątym lub dwudziestym pierwszym roku życia.
W cztery lata później dziedzic Ellangowan, Godefroy Bertram został wybrany sędzią pokoju. Wyróżniony tym zaszczytem zaczął z zaangażowaniem ścigać żebraków, przemytników i «Egipcjan» (cyganów), których wygania z okolicy. Egipcjanka, Meg Merrilies, rzuca na rodzinę klątwę.

### Porwanie
W dniu swoich piątych urodzin Harry Bertram znika w niewyjaśnionych okolicznościach. Jako świadek morderstwa zostaje uprowadzony przez przemytników. Dorasta między nimi, a następnie rozpoczyna karierę handlową w holenderskiej spółce Van Beesta, jako Van Beest Brown. W Indiach, gdzie prowadzi interesy, wstępuje do armii brytyjskiej i trafia pod komendę pułkownika Guya Manneringa, który nie ma najmniejszych danych, by doszukiwać się związku między Brownem a chłopcem urodzonym w Ellangowan. Pułkownik podejrzewa, że Brown zaleca się do jego żony, wyzywa go na pojedynek, ciężko rani, a rannego zostawia w rękach hinduskich rebeliantów. Pod wpływem tych wypadków, żona Manneringa, która sprzyjała miłości Browna i ich córki Julii, umiera w kilka miesięcy później. Mannering wraz z córką wracają do Anglii.

### Powrót Manneringa do Szkocji
Mannering postanawia odwiedzić miejsce, którego dotyczył postawiony przed laty horoskop. Jest świadkiem ruiny Godefroya Bertrama i jego śmierci podczas sprzedaży jego włości. Mannering, który szuka miejsca, w którym mógłby osiąść, postanawia nabyć Ellangowan. Ostatecznie jednak, na skutek nagłych przeciwności majątek nabywa po zaniżonej cenie Gilbert Glossin, ponura postać, która doprowadziła do ruiny Godefroya Bertrama. Pragnąc pozostać w okolicy Mannering nabywa majątek Woodburne, o sześć mil od Ellangowan, i przyjmuje pod swój dach osieroconą przez ojca Lucy Bertram i jej opiekuna profesora Sampsona.
W tym czasie Brown, który powrócił do zdrowia i uciekł z niewoli, powróciwszy ze swym regimentem do Anglii, odnajduje Julię Mannering w majątku przyjaciela jej ojca. Ostrzeżony przez przyjaciela o tajnych spotkaniach jego córki z nieznanym wielbicielem, pułkownik próbuje zdemaskować adoratora, a gdy to mu się nie udaje, zabiera Julię do Szkocji.

### Powrót Harry'ego
Chcąc odnaleźć Julię Harry wyrusza w podróż do Szkocji. Po drodze spotyka Meg Merillies, która go rozpoznaje, i przychodzi z pomocą dzielnemu farmerowi Dandiemu Dinmontowi. Dochodzą go pogłoski, że Julia ma wyjść za Charlesa Hazelwooda, który naprawdę jest zakochany w Lucy Bertram. Harry przypadkiem spotyka Hazelwooda na przechadzce w lesie, w trakcie spotkania, podczas szamotaniny, Hazelwood zostaje ranny z własnej broni.
Gilbert Glossin, który jest jednocześnie sędzią pokoju, próbuje odnaleźć napastnika. Podejrzewając, że jest nim któryś z przemytników, kontaktuje się z Dirkiem Hatteraickiem, kapitanem przemytników, z którym łączyły go niegdyś nielegalne interesy i który był odpowiedzialny za wywiezienie młodego Harry'ego Bertrama do Holandii. W trakcie rozmowy z Hatteraickiem, Glossin orientuje się, że napastnik, nazywany «Brownem», jest w istocie Harrym Bertramem. Jest to okoliczność katastrofalna dla nowego posiadacza Ellangowan, został on bowiem właścicielem majątku pod warunkiem, że nie odnajdzie się jego legalny dziedzic.
Na wieść, że Lucy Bertram może dziedziczyć po swej zmarłej ciotce Margaret Bertram, pułkownik Mannering udaje się do Edynburga w towarzystwie profesora Sampsona, Spotyka się tam z Dandiem Dinmontem i adwokatem Paulusem Pleydellem. Okazuje się, że wedle nowego testamentu Margaret Bertram przekazała majątek w zarząd swemu prawnikowi Pierre'owi Protocole'owi, który ma przychody z niego przeznaczać na cztery towarzystwa dobroczynne, a gdyby zjawił się Harry Bertram, jemu ma przypaść ten majątek na własność. Powrót Harry'ego przepowiedziała Margaret Bertram Cyganka, Meg Merillies.

### Uwięzienie Harry'ego
Gilbertowi Glossinowi udaje się schwytać Harry'ego i uwięzić go w więzieniu w Portanferry. Udaje mu się też odesłać garnizon chroniący skład celny, aby umożliwić atak przemytników i uprowadzenie Harry'ego. Na rozkaz Meg Dandie Dinmont udaje się do więzienia, gdzie postanawia spędzić noc. Guy Mannering wysyła powóz do Portanferry, aby pomóc Harry'emu. Wciąż na rozkaz Meg, zastępca szeryfa i Karol Hazelwood doprowadzają do powrotu garnizonu. Siostrzeniec Meg, Gabriel, wyprowadza Harry'ego z więzienia i przewozi do Woodburne. Harry trafia pomiędzy pułkownika, który widzi w nim zalotnika swej żony, Lucy, która uważa go za sprawcę napadu na brata i zakochaną w nim Julię. Na szczęście profesor Sampson rozpoznaje w nim swego ucznia. Lucy ma okazję poznać swego brata, a Julia tłumaczy ojcu dlaczego jej matka sprzyjała Harry'emu.

### Rozwiązanie
Meg Merillies robi wszystko, by naprawić skutki przekleństwa, które rzuciła niegdyś na Bertramów. To ona uratowała życie małego Harry'ego, gdy przemytnicy chcieli go zabić. Teraz pomaga Harry'emu odzyskać jego prawa do majątku. Prowadzi go i Dandiego Dinmonta do jaskini, w której ukrywa się Dirk Hatteraick. Ten ciężko rani Meg, zostaje jednak schwytany przez towarzyszących jej mężczyzn. Meg umiera. Ludność okoliczna rozpoznaje w Harrym syna Godefroya Bertrama.
Dirk Hatteraick i Gilbert Glossin zostają uwięzieni wskutek zeznania Gabriela i znalezienia dokumentów przy przemytniku. Dirk Hatteraick zabija Glossina i popełnia samobójstwo. Harry wchodzi w posiadanie Ellangowan i może wreszcie poślubić córkę pułkownika Manneringa. Wyznacza też Lucy część majątku po zmarłej Margaret Bertram, co pozwoli jej poślubić Karola Hazelwooda.

## Analiza
Guy Mannering należał do jednej z trzech, spośród powieści Scotta, (obok Rob Roya i Redgauntlet) ulubionych lektur, Roberta Louisa Stevensona.
Henri Suhamy podkreśla oryginalność, moc twórczą i subtelność autora powieści. Wskazuje, że główna wartość powieści nie leży w intrydze, ale w spontaniczności narratora, bogactwie postaci, dygresjach, w tysiącu wdzięcznych szczegółów, dobitnych i poruszających, które jednak nie przeszkadzają postępowi akcji, a nadają jej naturalną żywość.
Będąc powieścią przygodową (jak zauważa Stevenson), epistolarną, kryminalną (wyjaśnienia wymaga sprawa morderstwa i porwania), etnograficzną, obyczajową czy powieścią charakterów, Guy Mannering nie jest powieścią historyczną. Jej fabuła nie wiąże się z żadnym ważnym wydarzeniem historycznym (jak powstanie jakobitów w 1745 roku w Waverleyu, czy powstanie w 1715 roku w Rob Royu), ani nie występują w niej znane postaci historyczne. Scott nie przestaje być jednak historykiem rejestrującym przemiany społeczne, antagonizmy pomiędzy różnymi grupami społeczeństwa szkockiego. W powieści pojawia się też temat, stale powracający w jego twórczości, upadku arystokracji (reprezentowanej przez rodzinę Bertramów) i jej zastępowania przez sprytną i przebiegłą burżuazję (której przedstawicielem jest w powieści Glossin).

## Polskie wydania powieści
Powieść pod tytułem Guy Mannering czyli Astrolog została wydana po raz pierwszy w języku polskim w czterotomowym wydaniu w latach 1827-1828 nakładem Franciszka Salezego Dmochowskiego i w jego tłumaczeniu. W XX wieku powieść została wydana w 1962 i 1975 przez Naszą Księgarnię w tłumaczeniu Anny Przedpełskiej-Trzeciakowskiej.